# 758년

## 연호
- 당(唐) 지덕(至德) 3재 / 건원(乾元) 원년
- 일본(日本) 덴표호지(天平宝字) 2년

## 기년
- 당(唐) 숙종(肅宗) 3년
- 신라(新羅) 경덕왕(景德王) 17년
- 발해(渤海) 문왕(文王) 22년

## 사건
- 경덕왕, 놀이를 중지하고 승려 이순과 정사를 논의함.
- 안사의 난으로 안동도호부가 폐지됨.

## 탄생
- 신라(新羅) 제36대 왕 혜공왕(惠恭王)